# Alejandro Losada Rodríguez
Alejandro Losada Rodríguez (Monforte de Lemos, Lugo, 2 de septiembre de 1999), también conocido como Álex Camba, es un deportista español que compite en taekwondo. Ha sido campeón de Europa y de España en varias ocasiones y ha participado en cinco campeonatos del mundo.

## Trayectoria
Natural de Monforte de Lemos, se inició en el taekwondo a los siete años en el Colegio Ferroviario, en el que estudió. No obstante, su carrera deportiva está ligada al Gimnasio Neka, referente del taekwondo gallego, situado en su localidad natal. Participó en marzo de 2013 en el campeonato gallego y en abril de ese mismo año consiguió la medalla de plata en el campeonato provincial escolar en la modalidad de combate.
En el campeonato gallego celebrado en marzo de 2015 fue quinto en la modalidad de técnica. En abril del mismo año consiguió la medalla de bronce en el Open de España disputado en Pontevedra en tríos junto a Samuel López e Carlos Rey y también en el campeonato gallego disputado en Monforte de Lemos (Lugo) junto a Samuel López. En el campeonato de España disputado en el mes de mayo en Marina d'Or (Castellón) el trío repitió la medalla de bronce.
En  octubre de 2015 el mismo trío ganó la medalla de oro en el Open Internacional de Ribeira (La Coruña). En ese torneo, Losada también consiguió una medalla de plata de manera individual. En noviembre de 2015 ganó la medalla de oro en el Open Ciudad de Vilalba (Lugo). En el campeonato de España disputado en  diciembre en Benicasim (Castellón) el trío formado por Álex Losada, Carlos Rey y Rodrigo Huanay se hizo con la medalla de plata. En marzo de 2016 participó en el campeonato gallego celebrado en Teo (La Coruña), en el que obtuvo la quinta plaza en la categoría júnior y fue bronce en parejas con Elena Varela y en tríos con Carlos Rey y José Roca. En el Open de España disputado en abril en Benicàssim no pudo participar debido a una lesión. En mayo, el trío del Gimnasio Neka formado por Álex Camba, José Roca y Carlos Rey se proclamó campeón con la selección gallega en el Open de Andalucía, mientras que individualmente Álex Losada fue bronce. En el campeonato de España disputado en junio en Marina d'Or fue octavo, mientras que el trío consiguió la medalla de bronce. En el torneo Ciudad de Orense fue bronce.
La temporada 2016/17, en el Open de Ribeira fue plata individual y bronce en parejas junto a Elena Varela. En el torneo Ciudad de Pontevedra fue oro junto a José Roca y Carlos Rey. En el Campeonato de España disputado en diciembre en Alicante fue oro en la modalidade de trío junto a José Roca y Carlos Rey, plata individual y bronce en parejas junto a Elena Varela. En enero de 2017 fue medalla de bronce en el campeonato gallego celebrado en Cangas del Morrazo (Pontevedra). En el campeonato gallego celebrado en Monforte en febrero, ganó la medalla de oro individual y la de bronce en dúo junto a Elena Varela. En marzo debutó en la categoría sénior en el campeonato de España en Cartagena con la séptima posición. Fue también el año de su debut internacional (y del Gimnasio Neka) en el Open de Bruselas, en Bélgica. En el Open de España celebrado en Alicante fue bronce en la categoría individual y en el Open Nacional de Marina d'Or consiguió la medalla de oro individual y también en parejas junto a Elena Varela.
La temporada 2017/18 comenzó con dos metales de bronce en el Open de Valencia, individual y en parejas junto a Elena Varela. En el Open de Ribeira consiguió la medalla de oro y en el de Navarra la de bronce. En noviembre fue medalla de plata en la Copa Xunta de Galicia disputada en Teo, mientas que en el torneo Vila de Moaña (Pontevedra) fue oro individual y plata en parejas junto a Elena Varela. En el Campeonato de España en Marina d'Or consiguió dos medallas de bronce, individual y en parejas con Elena Varela. En el campeonato gallego celebrado en Monforte en enero de 2018 fue plata individual y bronce junto a Elena Varela. En enero participó también en el Open de Francia en Lille, donde fue noveno, quedándose a las puertas de la final. En el Open de Madrid fue bronce individual y también junto a Elena Varela, medalla que repitió en el campeonato de España celebrado en Valladolid. Sus buenos resultados sumando medallas en todos los campeonatos nacionales y autonómicos desde mayo de 2017 le valieron para ser convocado por la selección española de taekwondo. En el Open de Andalucía se hizo con la medalla de oro individual y con la de plata junto a Elena Varela. La pareja debutó en el mes de abril en el mundial de taekwondo playa en la isla griega de Rodas, en el que consiguieron la medalla de bronce. En el campeonato de España fueron medalla de plata. Los éxitos de esa temporada fueron claves para ser declarado deportista gallego de alto nivel por la Junta de Galicia.
La temporada 2018/19 comenzó con dos oros en el Open de Ribeira, en parejas con Elena Varela y también individual. En el Open de Madrid Embajador de Corea la pareja fue bronce. Aunque quedaran segundos en el ranking nacional, la baja de la pareja líder por la lesión de una de sus componentes hizo que pudieran participar en el Campeonato del Mundo de taekwondo celebrado en Taipéi (Taiwán) entre el 15 y el 18 de noviembre de 2018. A pesar de su buena actuación no pudieron superar la primera fase del campeonato. En la Copa Xunta celebrada en Vigo consiguió la medalla de plata. En el campeonato gallego celebrado en enero de 2019 en Monforte consiguió dos platas, individual y en parejas en la modalidad de técnica, y un bronce, en parejas en freestyle. En el Open de Alemania fue medalla de bronce, clasificándose automáticamente para el campeonato de Europa. En parejas fue octavo en la modalidad de técnica y séptimo en freestyle junto a Elena Varela. En el Open de Andalucía consiguió tres bronces (individiual y por parejas en técnica y freestyle) y en el Campeonato de España en Alicante fue quinto individualmente y medalla de plata en parejas. En el Campeonato de Europa celebrado en Antalya (Turquía) consiguió la medalla de bronce. En el torneo Ciudad de Orense se hizo con tres oros: individual, en freestyle junto a Elena Varela y en tríos junto a José Roca y Carlos Rey.
En noviembre de 2019 consiguió dos platas en el Ciudad de Pontevedra, individual y junto a Elena Varela, medalla que también consiguió en solitario en el Open de París. En el torneo Vila de Moaña conquistó la medalla de oro de modo individual y la de plata junto a Elena Varela. En el Campeonato de España disputado en Alicante se proclamó campeón, mientras que en parejas fue subcampeón junto a Elena Varela. En el primer Open de Monforte se hizo con el oro individual y en parejas, tanto en técnica como en freestyle, siendo el mejor competidor del torneo. También fue oro en la Copa Xunta en Sada (La Coruña). En el campeonato gallego disputado en Monforte obtuvo dos platas, tanto individual como en parejas. En el Open de Madrid consiguió la medalla de oro en trío junto a Carlos Rey y Alejandro Losada, además de conseguir la plata individualmente. En el campeonato de España de selecciones territoriales disputado en Torrelavega (Cantabria) conquistó la medalla de oro y el Consejo Superior de Deportes le otorgó la distinción de deportista de alto nivel. En el Open de Ribeira consiguió la medalla de oro, resultado que lo clasificaba virtualmente para el mundial de Dinamarca, cancelado por la pandemia por coronavirus. Además, también conquistó el oro en las modalidades de trío y freestyle.
En diciembre de 2020 disputó la final del mundial en línea, en el que acabó en octava posición. En marzo de 2021 logró la medalla de oro en el campeonato gallego celebrado en Moaña. En el campeonato de España celebrado en mayo del mismo año en Benidorm, consiguió dos medallas: una de oro en el trío formado junto a Carlos Rey y Álvaro Portela, y una de plata en la modalidad individual.
La temporada siguiente comenzó con medallas en el Open de Navarra celebrado en octubre de 2021, concretamente dos oros, uno en la modalidad individual y otro en el trío formado junto a Carlos Rey y Álvaro Portela. En noviembre también consiguió la medalla de oro en el Open Cidade de Pontevedra. Ese mismo mes participó en el campeonato europeo celebrado en Lisboa, en el que consiguió la medalla de oro en el trío formado junto a Carlos Rey y Álvaro Portela. En diciembre se proclamó campeón de España en Benidorm, tanto en la modalidad individual como en el trío junto a Carlos Rey y José Roca. También conquistó el oro en la Copa Xunta y la plata en el Open de Madrid tanto en la modalidad individual como en trío. En el campeonato gallego de técnica disputado en Teo en enero de 2022 también consiguió dos oros, en la modalidad individual y en trío, lo que le valió la clasificación para el campeonato de España. En ese campeonato consiguió el oro en trío junto a Carlos Rey y Álvaro Portela, así como el bronce individual, clasificándose para el Mundial de Corea junto a otros siete deportistas del Gimnasio Neka. Pese a no conseguir medalla en el Mundial, Álex Camba quedó entre los diez mejores del mundo. En mayo de 2022 consiguió el oro en el campeonato de España universitario disputado en Murcia, en el que también consiguió una medalla de bronce junto a Elena Varela.
La temporada 2022/23 se inició con un bronce en parejas junto a Noelia Pérez en la modalidad de freestyle en la Copa de Europa disputada en Estocolmo. También consiguió el oro en el Open Vila de Moaña, en el Cidade de Pontevedra, en la Copa Xunta y en el torneo Vila de Moaña. En diciembre consiguió dos oros, individual y en trío junto a Carlos Rey y José Roca, en el Campeonato de España celebrado en Alicante. En el Campeonato gallego celebrado en Monforte de Lemos en enero de 2023 consiguió dos oros, individual y en el trío formado junto a Carlos Rey y Dani Areán. En el Open de París disputado en febrero alcanzó  el oro en el trío que formó junto a Carlos Rey y Dani Areán. Ese mismo mes se proclamó campeón de España con la selección gallega en La Nucía (Alicante) tanto de forma individual como en el trío formado junto a Carlos Rey y Dani Areán. En marzo fue plata en el Nacional Universitario celebrado en Burgos. En abril logró el oro en el Open de España celebrado en La Nucía en el trío formado junto a Carlos Rey y Dani Areán, además de una plata individual. En julio terminó en octava posición en el mundial universitario que se celebró en Chengdu, en China.
La temporada 2023/24 se inició con una plata en el Open Internacional de Moaña. En octubre participó en el Open de Croacia, en el que consiguió la medalla de oro en el trío formado junto a Dani Areán y Carlos Rey, además del bronce individual. Formando trío junto a los mismos compañeros se proclamó campeón de Europa en el mes de noviembre, en el campeonato celebrado en Innsbruck, Austria. En el campeonato nacional celebrado en La Nucía entre el 6 y el 10 de diciembre consiguió la medalla de oro en trío sénior junto a Carlos Rey y José Roca, además del bronce de manera individual. En el campeonato gallego celebrado en Monforte de Lemos en enero de 2024 logró también un oro y un bronce, además de estrenarse como entrenador del AC Taekwondo Sarria también con medalla. En febrero logró la medalla de bronce en el Open de Moaña. En marzo se alzó con la plata en el Open de Bulgaria junto a Carlos Rey y Marco García. En abril, en el Open de España celebrado en La Nucía logró el oro en el trío formado junto a Carlos Rey y Marco García, además de un bronce individual. En el Campeonato de España celebrado en Monforte de Lemos logró la medalla de oro en categoría individual y en trío. En junio se proclamó campeón en el Open Rankeable Nacional de Madrid, clasificándose para el campeonato del mundo de Hong Kong en categoría individual y en trío junto a Carlos Rey y Marco García.
La temporada 2024/25 se inició con el reconocimiento como mejor taekwondista gallego absoluto de técnica en la Gala del taewkwondo gallego celebrada en Pontevedra. También consiguió sendos oros en el Open de Moaña, en el Open Cidade de Pontevedra y en la Copa Xunta. En octubre también participó en el Open de Croacia, al que llegaba como número 80 del ránking mundial, y dónde cayó eliminado en segunda ronda contra el campeón de Europa. En noviembre organizó a través del AC Taekwondo Sarria que dirige él mismo la primera edición del Open do Camiño de Sarria. En diciembre participó en su quinto mundial, celebrado en Hong Kong, en el que no pudo conseguir medalla ni en categoría individual, ni en trío junto a Marco García y Carlos Rey. El mismo trío consiguió el oro en el Open Internacional Cidade de Ourense para cerrar el año.

## Palmarés

### Campeonatos del mundo
| Año  | Campeonato                          | Lugar         | Categoría      | Medalla | Observaciones        |
| ---- | ----------------------------------- | ------------- | -------------- | ------- | -------------------- |
| 2018 | Campeonato Mundial de Playa Poomsae | Rodas, Grecia | Parejas sub-18 | Bronce  | junto a Elena Varela |

### Campeonatos de Europa
| Año  | Campeonato                    | Lugar              | Categoría         | Medalla | Observaciones                       |
| ---- | ----------------------------- | ------------------ | ----------------- | ------- | ----------------------------------- |
| 2019 | Campeonato Europeo de Poomsae | Antalya, Turquía   | Individual sub-30 | Bronce  |                                     |
| 2021 | Campeonato Europeo de Poomsae | Lisboa, Portugal   | Trío              | Oro     | junto a Carlos Rey y Álvaro Portela |
| 2023 | Campeonato Europeo de Poomsae | Innsbruck, Austria | Trío              | Oro     | junto a Dani Areán y Carlos Rey     |

## Reconocimientos
- En julio de 2018 fue declarado deportista gallego de alto nivel por la Junta de Galicia.[38]
- En febrero de 2020 el Consejo Superior de Deportes le otorgó la distinción de deportista de alto nivel.[59]